# Mercado Central de Almería

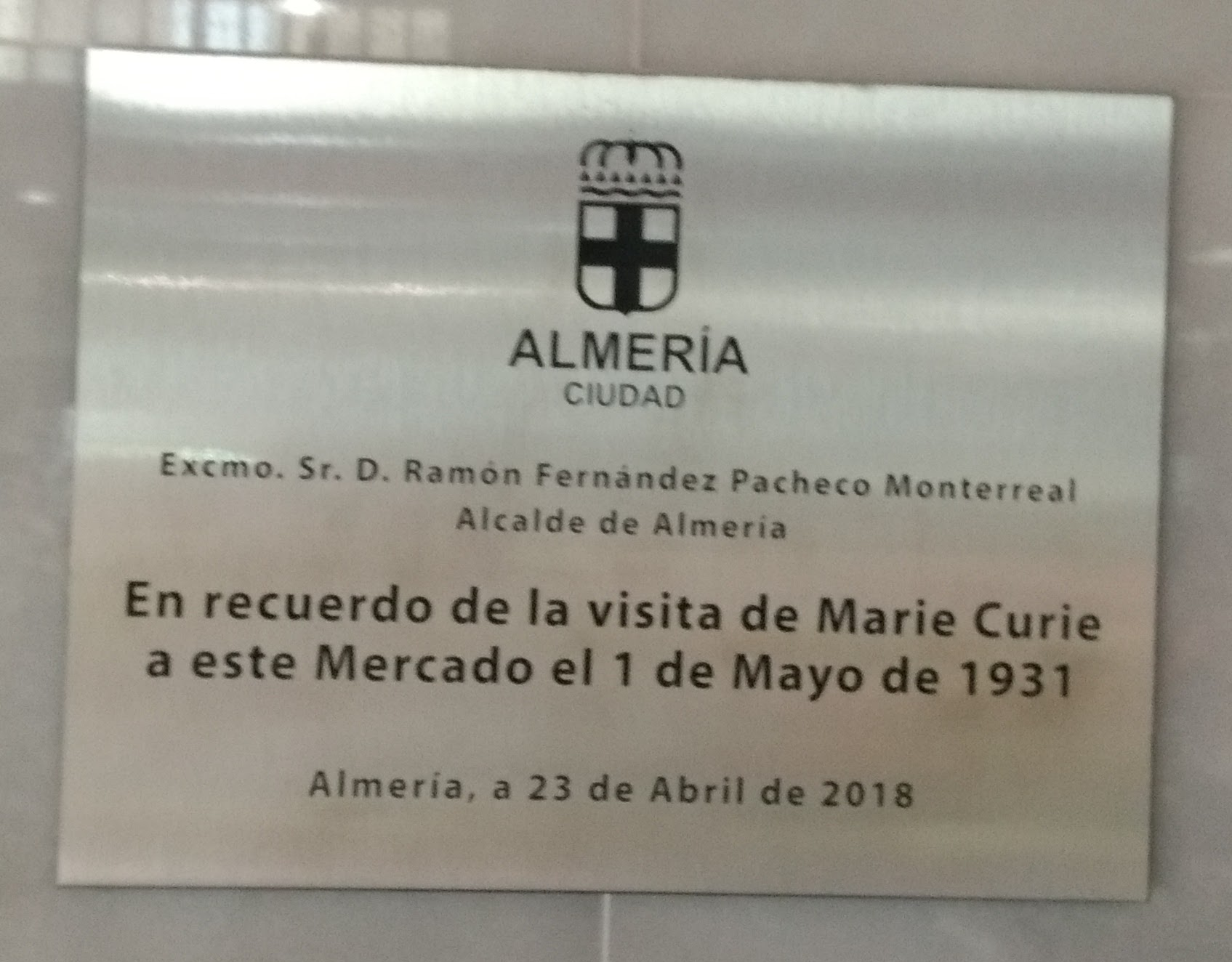
Placa conmemorando la visita de Marie Curie al mercado en 1931

El Mercado Central de Almería fue el primer mercado de abastos, y el mayor durante mucho tiempo de la ciudad de Almería, España. Se sitúa cerca de la Puerta de Purchena, considerada popularmente como centro geográfico de la ciudad; concretamente en la Rambla Obispo Orberá. 

## Historia y descripción
A principios del siglo XIX ya se planteaba la construcción de un mercado que unificara las actividades de abastecimiento. Se pensó en ubicarlo en el casco histórico, pero la ampliación del Paseo dejó un solar libre para este cometido. Diversos proyectos se presentaron, pero finalmente triunfó el del arquitecto Antonio Martínez Pérez en 1892; sin embargo, el arquitecto encargado de las obras fue Trinidad Cuartara. Las obras terminaron en 1897 y, a excepción del basamento y del pabellón de la fachada principal, hechas con ladrillo, mampostería y cantería; toda la estructura se haría con hierro, siendo, por tanto englobado dentro de la Arquitectura del hierro. Su imagen exterior se articula de forma equilibrada con la arquitectura y el espacio urbano de circunvalación. El edificio consta de dos pisos y cinco naves; y en la fachada que da a la calle Aguilar de Campoo, se encuentra una figura femenina sujetando un cesto de frutas, considerado símbolo de abundancia.
La científica polaca Marie Curie visitó España en tres ocasiones. En uno de estos viajes, invitada por el gobierno de la Segunda República, el 1 de mayo de 1931 visitó Almería, de camino entre Granada y Murcia, y concurrió sus calles y el Mercado Central. Los floristas del mercado le procuraron flores a ella y a su hija. En 2018 se dedicó una placa a la visita de la científica en el mercado.
Durante la guerra civil española fue utilizado como refugio para protección de la población civil durante los ataques aéreos que sufría la ciudad.
El mercado se ha conservado prácticamente intacto hasta nuestros días. Se restauró profundamente hacia 1982. 
El 17 de mayo de 2009 se cerraron las puertas del mercado para una remodelación completa del recinto, ya que se estaban produciendo filtraciones de agua que ponían en peligro la estructura, volviendo a abrirse completamente reformado en enero de 2012.